# BMW K1 (Automobil)

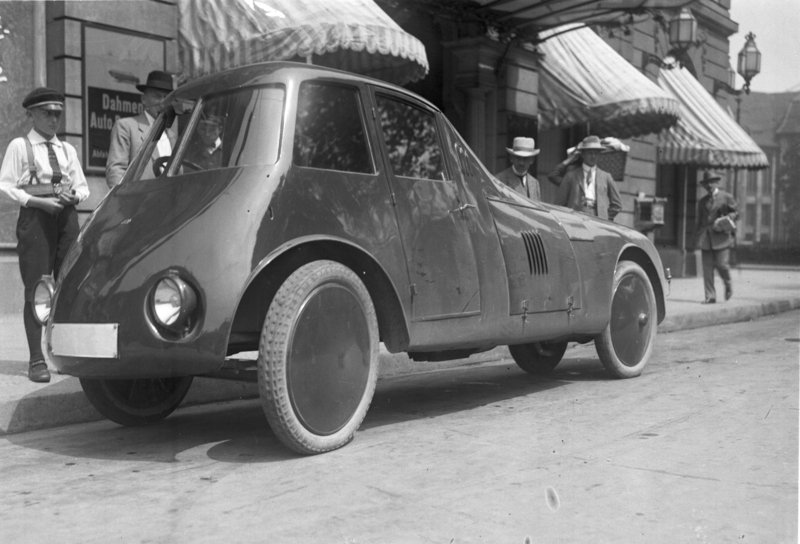
Frühe Stromlinien-Experimentallimousine des Rumänen Aurel Persu in den Straßen von Berlin, gebaut ca. 1925 – ausgehend von derartigen Grundformen entwickelte Wunibald Kamm seine Fahrzeuge in Stromlinienform mit „abgeschnittenem“ Heck

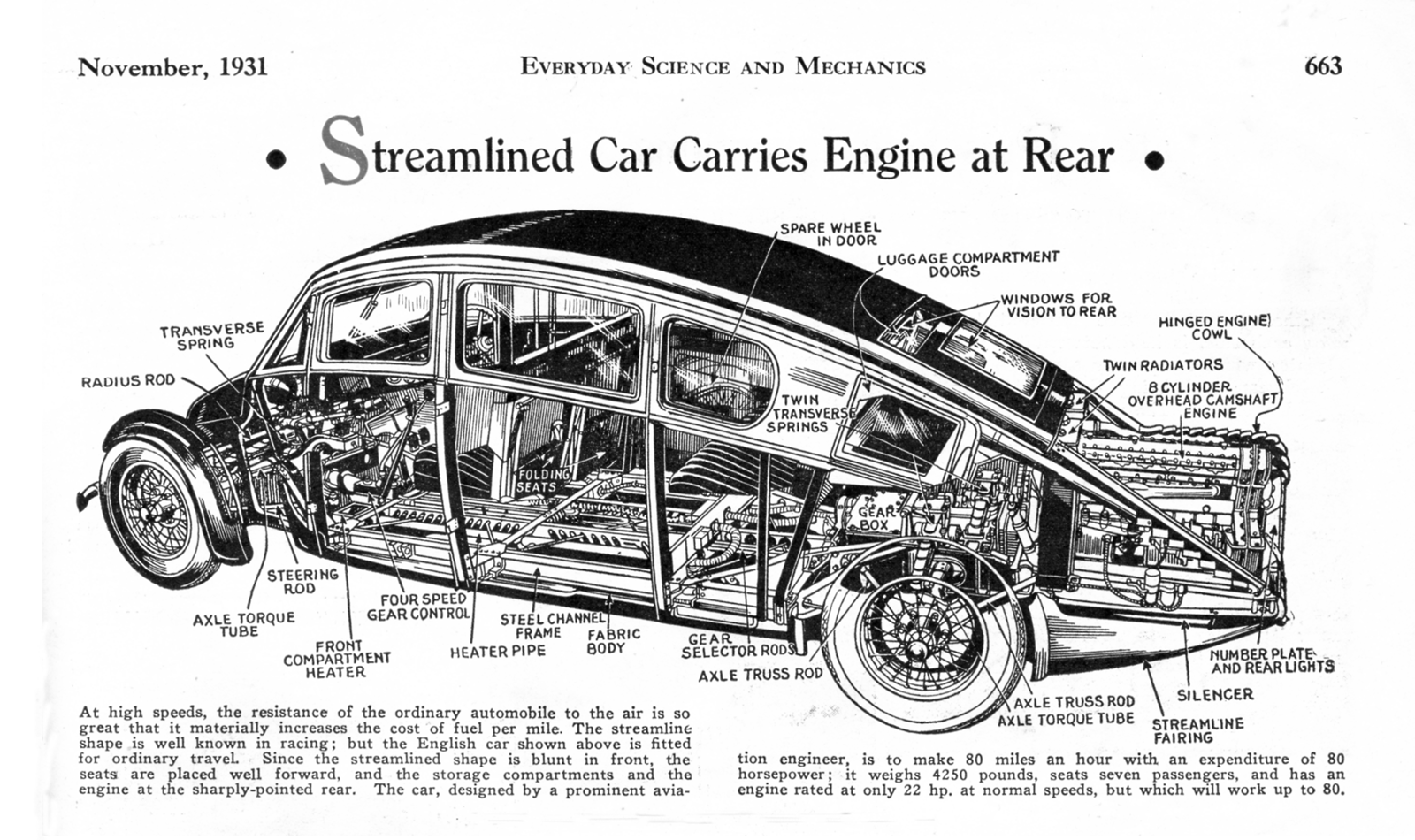
Frühe Stromlinien-Experimentallimousine des Engländers Dennistoun Burney, das Burney Car der Streamline Cars Ltd., entworfen 1927 – im Gegensatz zu den Kamm-Wagen ein Fahrzeug mit lang und flach auslaufendem Heck

Der BMW K1 war ein innovativer Versuchswagen der Bayerischen Motoren Werke AG (BMW) aus dem Jahr 1938/39 auf der Basis des BMW 335. Verwendet werden auch die alternativen Schreibweisen K-1 (mit Bindestrich) oder K 1 (mit Leerzeichen), öfter auch die Bezeichnung Kamm-Wagen K1.
Es war eine auf hohe Reisegeschwindigkeiten und niedrigen Verbrauch ausgelegte viertürige Limousine der Oberklasse mit komfortabler Ausstattung und fünf vollwertigen Sitzplätzen, Pontonkarosserie in Stromlinienform mit Kamm-Heck und 3,5-Liter-Sechszylinder-Reihenmotor (Links zu Bildern:).
Entwickelt wurde der K1 nicht im BMW-Stammwerk in München oder in dem damals für die Automobilproduktion zuständigen Werk Eisenach (dem vormaligen Dixi-Werk), sondern von Professor Wunibald Kamm im Forschungsinstitut für Kraftfahrwesen und Fahrzeugmotoren (FKFS) in Stuttgart. Besondere Merkmale des K1 waren seine aerodynamisch extrem günstige Karosserie sowie zahlreiche technische Innovationen, die zum Teil erst Jahrzehnte später in die Serienfertigung einzogen.

## Hintergrund
Bis in die 1930er-Jahre spielte die Aerodynamik im Fahrzeugbau – abgesehen von wenigen Rekord- und Rennfahrzeugen – keine nennenswerte Rolle. Dies änderte sich in den 1930er-Jahren durch Motoren mit höherer Leistung und besserer Standfestigkeit sowie durch verbesserte Fahrwerkstechnik. Diese ließen nun bei Personenwagen Geschwindigkeiten über 100 Kilometer pro Stunde zu, ab denen sich der Luftwiderstand zunehmend auswirkt. Hinzu kam in Deutschland der rasante Ausbau der Reichsautobahnen. Ende der 1930er-Jahre bestand daher ein Bedarf an aerodynamisch günstigeren Karosserien, um höhere Geschwindigkeiten bzw. einen günstigeren Kraftstoffverbrauch erreichen zu können.
Viele Pioniere der Automobil-Aerodynamik hatten zuvor Erfahrungen im Bau von Gleit-, Segel- und Motorflugzeugen sowie Luftschiffen gesammelt. Zu diesen Pionieren zählten Edmund Rumpler und Paul Jaray (beide ab etwa 1921) sowie die heute weitgehend vergessenen Gottlob Espenlaub mit seinen frühen Espenlaub-Automobilen (ab 1928) oder der Rumäne Aurel Perșu (ab 1922). Es folgten in den 1930er-Jahren die heute bekannteren Ferdinand Porsche, Reinhard von Koenig-Fachsenfeld, Karl Schlör und der hier maßgebliche Wunibald Kamm, ferner Hans Ledwinka (für Tatra) und in Frankreich Gabriel Voisin.
Rumpler und zunächst auch Jaray wählten Aufbauten, die relativ hoch und schmal waren und bei denen die Luft vorwiegend seitlich an der Karosserie vorbeigeleitet wurde. Es stellte sich heraus, dass diese Form noch nicht optimal war, auch wenn Jarays Entwürfe bereits das aerodynamisch günstige Flügelprofil erkennen ließen. Hieraus abgeleitet wurde die Stromlinie „mit abgeschnittenem Heck“, wie sie der BMW K1 zeigt: Dabei wird die Strömung weitgehend über das nach hinten sanft abfallende Dach mit seitlich eingezogenem, nahezu gerade gekapptem Heck geführt. Wunibald Kamm hatte diese Form bereits 1933 in seinen Vorlesungen erläutert, jedoch nicht patentieren lassen und zunächst auch nicht praktisch umgesetzt. Auch von Koenig-Fachsenfeld erhob den Anspruch, diese aerodynamisch günstige Form entdeckt bzw. (mit-)entwickelt zu haben.
Ein erstes Fahrzeug nach diesem Prinzip stellte Emil Everling, Dozent an der Technischen Hochschule Berlin-Charlottenburg 1938 fertig, den E-Wagen, gebaut bei Voll & Ruhrbeck in Berlin mit einem {\displaystyle c_{w}}-Wert von 0,31. Ihm folgte noch im selben Jahr der BMW K1 von Kamm und BMW mit einem noch für heutige Verhältnisse herausragend günstigen {\displaystyle c_{w}}-Wert von 0,23.

## Entstehungsgeschichte des K1
Bereits am 1. April 1930 war Kamm an der Technischen Universität Stuttgart zum Professor für Kraftfahrzeugtechnik und Fahrzeugmotoren ernannt worden. Noch im selben Jahr hatte er das nicht auf Gewinnerzielung ausgerichtete Forschungsinstitut für Kraftfahrwesen und Fahrzeugmotoren Stuttgart (FKFS) gegründet. Dieses ermöglichte ihm in Zusammenarbeit mit der Industrie Forschungsarbeiten außerhalb der starren universitären Strukturen, insbesondere mit den in Süddeutschland ansässigen Firmen Daimler-Benz und BMW.
Ab 1935 wurde die Forschung an Stromlinienfahrzeugen im Deutschen Reich staatlich gefördert. Die Finanzmittel, die insbesondere an die FKFS unter ihrem Leiter Kamm flossen, stammten ab 1937 von dem unter anderem hierfür eigens gegründeten Reichsforschungsrat.
Erstes fahrfähiges Ergebnis der Arbeiten des FKFS und Kamms war 1938/39 der Versuchswagen BMW K1 mit extrem windschlüpfiger Karosserie und zahlreichen technischen Innovationen im Motoren- und Fahrwerksbereich. Drei weitere Limousinen folgten zwischen 1939 und 1940, davon die Modelle K2 und K3 auf dem Chassis des kleineren Mercedes-Benz 170 V, während der BMW K4 wie der K1 auf dem „großen“ BMW 335 aufbaute. Ferner lieferte Kamm das Muster für die später im Rennsport, insbesondere bei der Mille Miglia erfolgreiche BMW-328-„Rennlimousine“.
Der BMW K1 war von Beginn an als Versuchswagen, mithin nicht für die Serienfertigung konzipiert. 1939 und 1940 fanden ausgedehnte Versuchsfahrten statt, wobei zeitweilig zwei große senkrechte Luftleitflossen am Ende des Daches montiert waren. Zwar erwiesen sich die fortschrittliche Karosserie sowie die technischen Innovationen als funktionell und hocheffizient. Jedoch unterschied sich die äußere Gestalt mit ihrer Voll-Pontonkarosserie, dem ungewöhnlichen Heck, den vollständig abgedeckten vorderen und hinteren Rädern sowie den zeitweilig montierten Dachflossen extrem von den damaligen Serienfahrzeugen. Die Optik stieß beim Publikum auf teils sehr harsche Kritik. Der K1 blieb daher ein Einzelstück.
Einen Vorgänger im engeren Sinne gab es zum K1 weder bei BMW noch bei Kamm bzw. dem FKFS. Von der Idee ähnlich war der Versuchswagen von Paul Jaray auf Basis eines Dixi 6/24 PS Typ G 2. Hierbei handelte es sich um eine schmale, hohe Stromlinienlimousine mit dem bezeichnenden Spitznamen „Walfisch“, die auf einer Automobilausstellung des Jahres 1923 vorgestellt und zum Kauf angeboten wurde, jedoch auf breite Ablehnung des Publikums stieß. Der Bezug zwischen beiden Modellen resultiert daraus, dass der Automobilhersteller Dixi 1928 von BMW aufgekauft worden war.

## Typologie
Der BMW K1 trägt, anders als die zur Serienproduktion vorgesehenen BMW-Pkw der Vorkriegszeit ab 1933 beginnend mit dem Modell 303 (1933–1934), keine Modellbezeichnung mit drei Ziffern und einer „3“ am Anfang. Wie zahlreiche spätere Konzeptfahrzeuge erhielt er eine Modellbezeichnung mit einem Buchstaben und einer einstelligen Zahl, ähnlich dem späteren BMW E1. Anders als der BMW M1 oder der BMW Z1 fand der BMW K1 in dieser Form jedoch nicht den Weg in die Serienfertigung.
Das K steht für „Kamm-Wagen“ bzw. „Kamm-Heck“, die 1 für das erste Fahrzeug dieser Reihe des FKFS und BMW.
Der BMW K1 ist das einzige BMW-Automobil, das sich seinen Namen mit einem BMW-Motorradmodell teilt, dem 1988 präsentierten innovativen Sporttourer BMW K1 mit aerodynamisch verkleidetem Vorderrad, Vollverkleidung inklusive kleinen Gepäckkoffern, einem Motor mit geregeltem Katalysator und gegen Aufpreis einem der ersten Antiblockiersysteme im Zweiradbereich. Der Name leitet sich in diesem Fall von der BMW K-Reihe ab, einer Motorradreihe mit längsliegenden Reihenmotoren anstelle der traditionellen Zweizylinder-Boxermotoren. Ob das Motorradmodell hinsichtlich des Namens bewusst an den Namen des Automodells K1 angelehnt ist, ist nicht überliefert, jedoch im Hinblick auf die in beiden Fällen ausgefeilte Aerodynamik und den Status als Innovationsträger zu vermuten.

## Einzelheiten zum Fahrzeugmodell

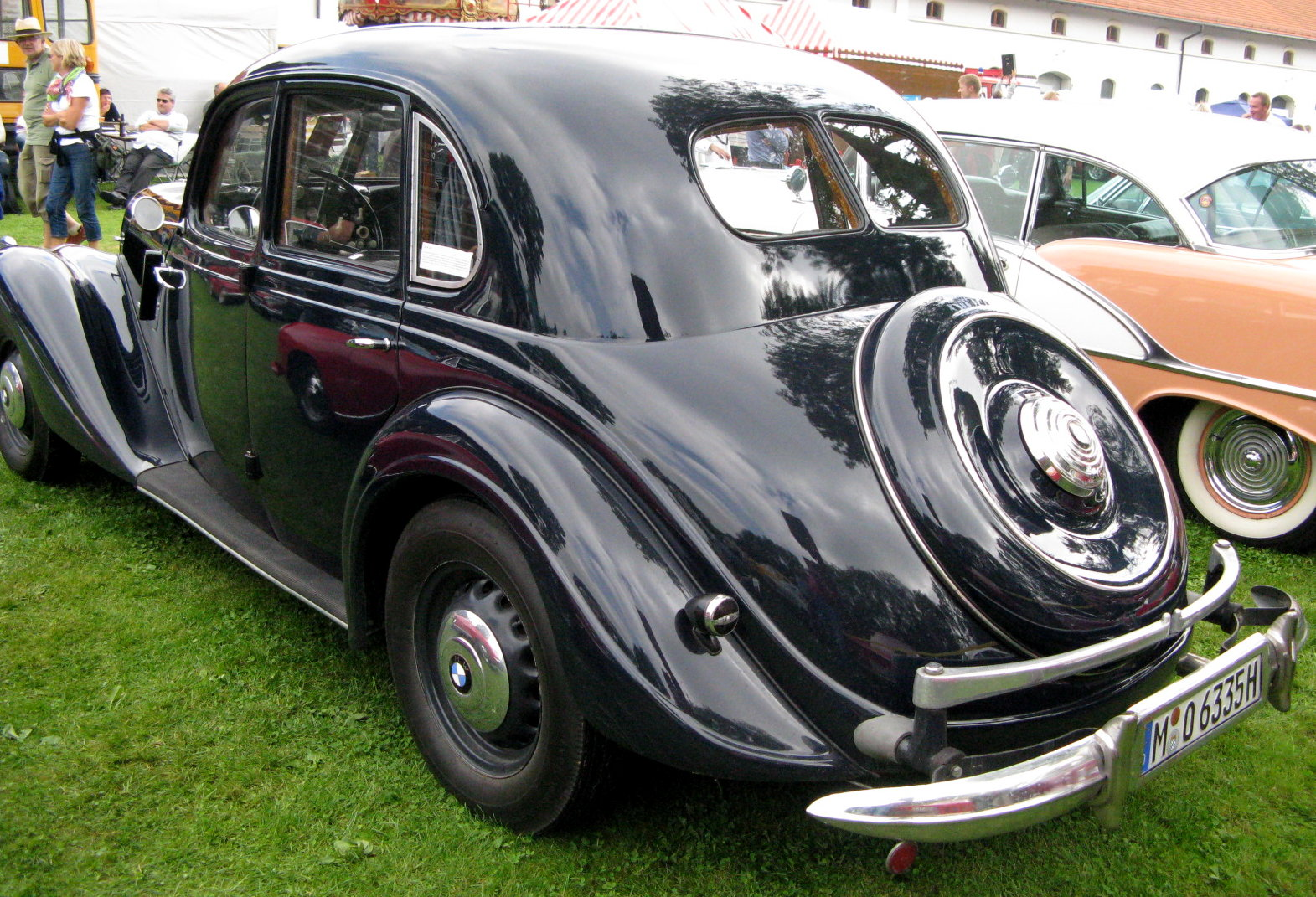
Die BMW 335-Limousine, vorgestellt im Herbst 1938, in Serie gefertigt ab 1939 – ein von BMW gestelltes Vorserienchassis dieses Typs lieferte die Grundlage für den 1938/39 von Wunibald Kamm in Stuttgart entwickelten BMW K1

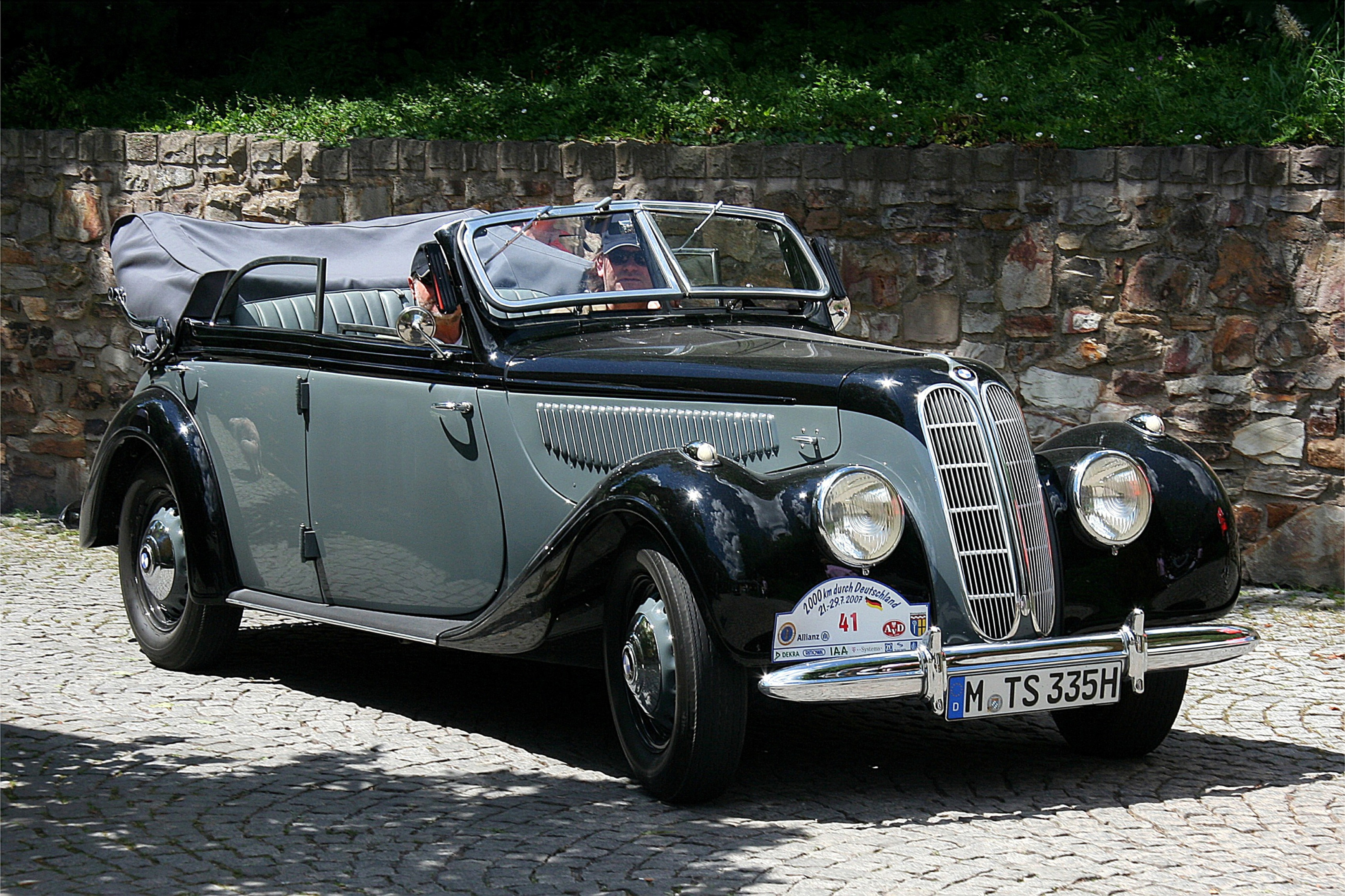
Der BMW 335, hier als viertüriges Cabriolet, das konservativ gestaltete Serienmodell zum innovativen Versuchswagen BMW K1

### Karosserie und Ausstattung
Auffallendstes Merkmal des BMW K1 ist seine nach damaligen wie heutigen Gewohnheiten äußerst ungewöhnliche, aerodynamisch nahezu ideale Karosserie mit ihrem {\displaystyle c_{w}}-Wert von 0,23 bei dennoch sehr geräumigem und bequemem Innenraum. Üblich waren damals {\displaystyle c_{w}}-Werte für Limousinen von 0,5 bis 0,6.
Erzielt wurde der niedrige Luftwiderstandsbeiwert durch eine aerodynamisch günstige Voll-Pontonkarosserie mit Flügelprofil, eine ungewöhnlich runde und tief heruntergezogene Front mit bündig eingepassten Scheinwerfern, vollverkleideten vorderen und hinteren Radausschnitten sowie einem glatten, verkleideten Unterboden. Weiteres Detail war die aus vier Segmenten bestehende Frontscheibe mit seitlich abgerundeten Elementen, da gewölbte Frontscheiben noch unüblich waren. Hinzu kamen völlig glatte Karosserie-Seitenteile, bündig eingepasste Front-, Heck- und Seitenscheiben sowie der Verzicht auf äußere Türgriffe für die hinteren Türen. Aerodynamisch besonders wichtig war das relativ lange, flach abfallende Fließheck mit sanft eingezogenen Seitenteilen und relativ gerade abgeschnittenem Heckabschluss. Hierdurch entstanden aerodynamisch relativ saubere Abrisskanten an der hinteren, unteren Kante des flach liegenden Heckfensters sowie im seitlichen und unteren Karosseriebereich.
Für einen BMW untypisch trug der K1 nicht die ansonsten seit 1933 übliche BMW-Niere, sondern eine ovale, stehende, in die fließenden Karosserielinien integrierte und mit Längsstreben verkleidete Kühlluftöffnung. Typisch für BMW-Vorkriegsmodelle war hingegen die Anordnung der vier Türen, wie sie sich bereits beim Modell 326 bewährt hatte: Die Vordertüren waren hinten angeschlagen (sogenannte „Selbstmördertüren“), die hinteren Türen hingegen vorne. Die Türen waren also gegenläufig, die Türscharniere jeweils an der B-Säule befestigt.
Die beiden großen senkrechten Heckflossen, die zeitweilig auf dem Dach des K1 montiert waren, sollten den Luftstrom über dem Dach und hinter dem Fahrzeug günstiger leiten; in der Praxis erwiesen sich die Vorteile der Flossen als zu gering, da sie zugleich die Seitenwindstabilität und den Geradeauslauf verschlechterten.
Das Design war aerodynamisch äußerst konsequent und ohne Rücksicht auf den zeitgenössischen Geschmack gestaltet, weshalb außen auf jegliche Chromelemente und sonstigen Zierrat verzichtet wurde, ebenso auf Stoßstangen, die im Alltag Schäden an der Karosserie hätten vermeiden können.
Die Karosserie war von dem Unternehmen Walter Vetter Karosserie- und Fahrzeugbau in Fellbach bei Stuttgart nach den Plänen Kamms bzw. des FKFS gebaut worden. Bekannt war das noch heute existierende Unternehmen seinerzeit vor allem durch die Herstellung von Pkw-Karosserien auf Basis von Mercedes-Benz-Fahrgestellen, aber auch Omnibus-Aufbauten in Stromlinienform nach einer Lizenz von Paul Jaray.
Die Innenraumabmessungen des K1 waren durch die breite Voll-Pontonkarosserie ohne ausgestellte Kotflügel und Trittbretter, dafür mit Fließheck überaus großzügig. Dazu trugen auch die – trotz des Zieles einer möglichst guten Aerodynamik – vergleichsweise steil stehende Front- bzw. die Seitenscheiben bei. Im Heck befand sich ein großer, von außen zugänglicher Kofferraum. Die Innenausstattung war aufwendig und komfortabel, um dem Anspruch einer Langstrecken-Reiselimousine gerecht zu werden. Bedingt durch die gegenüber dem Ausgangsmodell BMW 335 ausladendere Karosserie und die aufwendige Innenausstattung lag das Gewicht des K1 mit etwa 1500 Kilogramm relativ hoch und deutlich über dem des serienmäßigen 335.

### Chassis und Fahrwerk
Der BMW K1 besaß ein Vorserienchassis des Modells 335, das BMW dem FKFS unter der Leitung von Kamm 1938 zur Verfügung stellte. Konstruktiv war es vom Modell 326 abgeleitet, im Vergleich zu diesem jedoch verstärkt und um 234 Millimeter auf 2984 Millimeter verlängert worden. Der K1 hatte somit ebenfalls einen Tiefbett-Kastenrahmen mit einer Vorderradaufhängung aus oberen Querlenkern sowie einer Querfeder unten und einer Spurweite von 1306 Millimeter. Hinten hatte er eine Starrachse mit zwei Längsfederstäben und einer Spurweite von 1404 Millimeter. Diese galt als komfortabler, jedoch weniger sportlich als die Starrachse mit halbelliptischen Blattfedern des 327 und 328, was dem Anspruch des K1 als komfortable Reise-Limousine besser entsprach. Er hatte eine Zahnstangenlenkung sowie hydraulisch betätigte Innenbacken-Trommelbremsen an allen vier Rädern mit seilzugbetätigter Handbremse auf die Hinterräder.
Innovative Besonderheit des BMW K1 war eine Reifendruckregelanlage, die es ermöglichte, während der Fahrt den Reifendruck vom Armaturenbrett aus zu erhöhen und dadurch den Rollwiderstand der Reifen zu verringern; hierdurch konnte auf den gut ausgebauten neuen Autobahnen vor allem bei höheren Geschwindigkeiten der Kraftstoffverbrauch erheblich reduziert werden.

### Motor und Getriebe
Der BMW K1 erhielt auch den neu konstruierten Motor des 335, also den wassergekühlten Sechszylinder-Viertakt-Reihenmotor mit 3485 cm³ Hubraum und langhubiger Auslegung (Bohrung 82 Millimeter, Hub 110 Millimeter). Er hatte – wie schon die kleinere 2,0-Liter-Ausführung – eine nur vierfach gelagerte Kurbelwelle sowie eine seitliche Nockenwelle mit hängenden Ventilen (OHV-Ventilsteuerung), die über Stoßstangen und Kipphebel betätigt wurden. Im Unterschied zu der 2,0-Liter-Version wurde die Nockenwelle der 3,5-Liter-Version nicht mittels Duplex-Kette, sondern per Novotex-Stirnrädern angetrieben. Bei einer Verdichtung von 1:5,8 leistete das mit zwei Doppel-Registervergasern bestückte Triebwerk 66 kW (90 PS) bei 3500 min−1. Die Kraftübertragung erfolgte in gewohnter Weise über eine Einscheibentrockenkupplung auf ein handgeschaltetes Viergang-Getriebe mit Hinterradantrieb.
Innovative Besonderheit des K1 war eine spezielle Gemischabmagerung bei konstanten Drehzahlen zur weiteren Verbrauchssenkung. Ein besonderer Schnellgang ermöglichte, die Motordrehzahl bei höheren Geschwindigkeiten zu reduzieren und dadurch den Kraftstoffverbrauch nochmals zu senken. Bei Versuchsfahrten erzielten die FKFS und BMW für die damalige Zeit herausragende Verbrauchswerte von 7,6 Litern pro 100 Kilometer bei konstant 100 km/h, 10 Liter pro 100 Kilometer bei einem Durchschnitt von 120 km/h und 12 Liter pro 100 Kilometer bei konstant 140 km/h. Bei gleicher Leistung von 66 kW (90 PS) erreichte der BMW K1 eine Höchstgeschwindigkeit von damals wie heute – gerade auch unter Berücksichtigung der Fahrzeuggröße und des -gewichts – beachtlichen 183 km/h im Vergleich zu 145 km/h des Serien-BMW 335.

## Einfluss auf andere Fahrzeugmodelle und Verbleib des K1

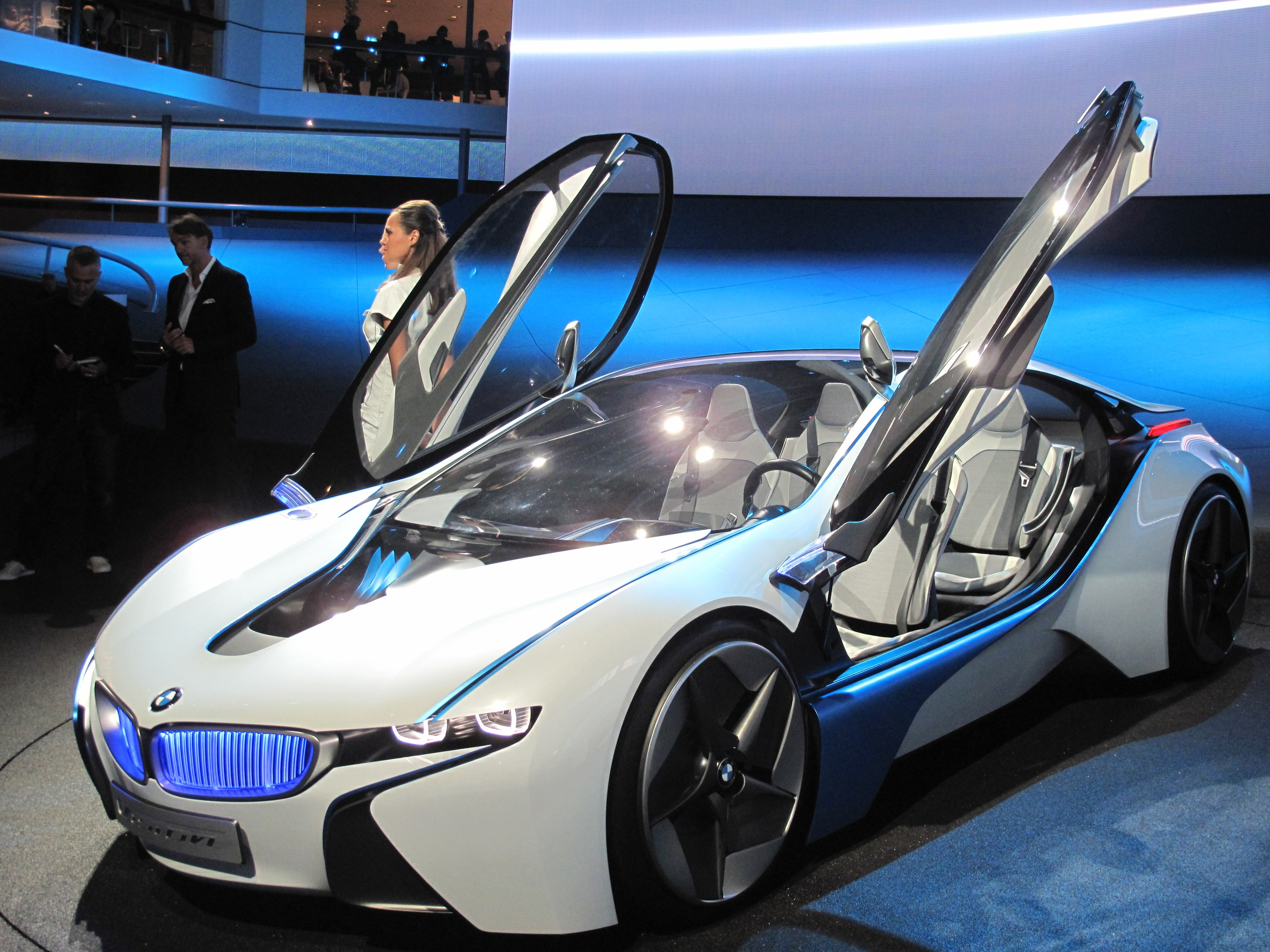
Moderne Interpretation eines besonders energieeffizienten mehrsitzigen Personenwagens von BMW, der BMW Vision Efficient Dynamics aus dem Jahr 2009 als geistiger Nachfahre des innovativen BMW K1

Die Erfahrungen des FKFS und Kamms mit dem Versuchswagen BMW K1 flossen in die weiteren Kamm-Wagen ein: die kleineren und leichteren Modelle K2 (äußerlich dem K1 sehr ähnlich) und K3 (äußerlich etwas konservativer), jeweils auf Basis des Mercedes-Benz 170 V aus dem Jahr 1938, ferner den BMW K4 aus dem Jahr 1939/40, der wiederum wie der K1 auf einem Vorserienchassis des BMW 335 basierte.
Für BMW waren die Erfahrungen aus der Erprobung des K1 so hilfreich, dass man Kamm im Folgejahr bei der Entwicklung des äußerlich etwas konservativeren BMW K4 unterstützte. Ferner flossen die Erfahrungen von BMW mit dem K1 und K4 in die Entwicklung verschiedener geplanter Serienfahrzeuge ein: den BMW 332, dem für 1940 vorgesehenen Nachfolger des Erfolgsmodells BMW 326, sowie den BMW 337, dem für 1941 geplanten Luxus- bzw. Oberklasse-Modell oberhalb des BMW 335.
Die Spur des BMW K1 verliert sich im Zweiten Weltkrieg bzw. an dessen Ende; er gilt heute als verschollen. Manche Quellen behaupten zwar, der K1 habe als einziger Kamm-Wagen den Zweiten Weltkrieg überstanden und gehöre zur Sammlung des „Automobilmuseums Schloss Langenburg“. Dies trifft jedoch nicht zu: Beim dortigen Fahrzeug handelt es sich um den kleineren und leichteren Kamm-Wagen K3 auf Basis des Mercedes-Benz 170 V.
Einzelne Gestaltungsmerkmale des K1 wie die Grundidee der Pontonkarosserie sowie die aerodynamisch beeinflusste Linienführung fanden sich in den 1950er-Jahren in der Modellreihe BMW 501/502 wieder, auch wenn diese Wagen mit ihren ausgeformten Kotflügeln im Stil der zeitgenössischen Austin in den 1950er-Jahren schon wieder klassisch wirkten (Spitzname: „Barockengel“).
Eine dem K1 optisch recht ähnliche Karosserie mit Fließheck findet sich an dem von 1952 bis 1955 gebauten Borgward Hansa 2400.
Bis heute (Stand: März 2010) hat BMW kein vergleichbar revolutionäres und aerodynamisch günstiges Design mehr wie das des K1 vorgestellt. Möglicherweise hat gerade die teilweise harsche Kritik an der Form des K1 und das fehlende Verständnis der zeitgenössischen Autokäufer BMW dazu bewogen, bis in die Mitte der 1990er-Jahre ein eher konservatives Design zu pflegen, ehe man mit dem Designer Chris Bangle den Mut zu kontrovers diskutierten Stylingelementen fand.
Bis heute (Stand: März 2010) sind keine Bemühungen von BMW bekannt geworden, einen Nachbau des BMW K1 anfertigen zu lassen, wie dies beispielsweise bei einzelnen prestigeträchtigen 328-Rennsportversionen geschah.
Die Idee einer großen Limousine mit Fließheck griff BMW erst wieder 2007 mit dem Konzeptfahrzeug BMW Concept CS sowie in der Serie mit den Modellen BMW X6 und BMW 5er Gran Turismo in den Jahren 2008 bzw. 2009 auf. Die Idee eines besonders energieeffizienten, großen, mehrsitzigen Modells findet sich wieder in dem 2009 präsentierten Konzeptfahrzeug BMW Vision Efficient Dynamics.